# Arc de Carpentras
 (novembre 2020).
L'arc  de Carpentras est un arc monumental romain du Ier siècle situé à Carpentras, Vaucluse. Le bâtiment est classé sur la première liste de 1840 des monuments historiques.

## Histoire
L'Arc se situe dans le centre historique de la ville de Carpentras, entre la cathédrale Saint-Siffrein et le palais de Justice. Une ville qui, à l'époque antique, a successivement appartenu aux Celtes et aux Romains. Elle fut notamment la capitale des Memini.
L'Arc aurait été construit, selon l'historien Robert Turcan, au premier siècle de l'ère chrétienne, en hommage à l'empereur Tibère mais peut-être aussi en souvenir de son père, fondateur de la colonie datant de -30 av J-C qui portait deux noms : « Colonia Julia Meminorum » et « Forum Neronis ». Lors de la construction de son Arc, la ville fait partie des 22 cités gaules les plus importantes. Il marque l'entrée du forum, place publique officielle où sont réunis tous les édifices importants de la cité (curie, basilique...). L'Arc est donc un précieux vestige de l'occupation romaine de Carpentras.
Selon la tradition historiographique que l'on ne peut confirmer, l'Arc aurait servi de réemploi dans la cathédrale romane détruite en 1404. Le réemploi est un procédé très répandu au Moyen Âge car ces monuments antiques n'ont plus aucune portée symbolique. Il ne serait donc pas étonnant que l'arc fut utilisé dans l'architecture de cette cathédrale romane.
Des travaux de reconstruction du palais Épiscopal, aujourd'hui palais de Justice, furent entrepris par le cardinal Bichi . Ce dernier intègre l'Arc dans la partie ouest de son palais. Ces transformations n'ont pas fortement endommagé l'Arc dont on peut toujours apercevoir les décors des façades latérales.
Lors des modifications du palais Épiscopal afin de le transformer en palais de Justice au XIXe siècle, certains documents, attestant de ces modifications, nous apprennent que l'Arc fait partie intégrante de l'architecture de la cuisine du palais. Le monument fut par la suite dégagé de ces constructions. Quelques artistes, tels que Jean Joseph Bonaventure Laurens (peintre, lithographe, musicien et musicographe) originaire de Carpentras, mirent en avant l'Arc romain dans certaines de leurs œuvres. Sur ces lithographies, l'artiste offre une nouvelle vision pittoresque, romantique du monument.
En 1840, l'arc de Carpentras est classé sur la première liste des monuments historiques.
Plusieurs projets pour déplacer l'arc romain furent évoqués mais ne furent jamais réalisés. Le premier proposé par l'archéologue amateur J. Martin en 1879 consistait à vendre et déplacer le monument au musée de Saint-Germain. Cependant le musée ne fit qu'un moulage des façades. Un autre projet de déplacement, cette fois-ci soutenu par la commune, vit le jour en 1936. Cette dernière a essayé d'obtenir de la Commission des Monuments Historiques, sans succès, une permission de déplacer l'Arc romain dans un lieu pouvant offrir plus de visibilité au monument.
Jules Formigé fournit une description de l'Arc en 1909 in Congrès Arch. de France.
Dans les années 1960, Gilbert Charles-Picard est responsable de la Compagnie de l'Arc de Carpentras.
Les prisons construites au XIXe jouxtant le palais de Justice et enserrant l'Arc furent détruites en 1968, rendant le monument plus accessible[réf. nécessaire].

## Description
L'architecture de l'Arc est similaire à l'Arc d'Auguste (ou Arc de Suse). Fait rare, les reliefs sont sur les faces latérales de l'Arc, un trait partagé avec l'Arc d'Orange. L'arc mesure environ 10 mètres de hauteur, 7,8 mètres de large, avec une profondeur de 4,53 mètres. Il est adossé à la cathédrale Saint-Siffrein de Carpentras.
Une seule ouverture, appuyée sur des pilastres cannelés, et deux faces latérales sculptées de trophées accostés de captifs. Pour les deux façades les trophées (armes et vêtements) sont suspendus sur un arbre à deux branches. Cet arbre se situe entre les deux captifs. Sur la face Ouest, à gauche nous pouvons observer un Germain avec sa peau de bête et à droite un Oriental avec bonnet phrygien et costume perse. Tandis que sur la face Est, à gauche un Oriental vêtu de la même façon, à droite un roi ou tyran de type hellénistique avec son diadème.

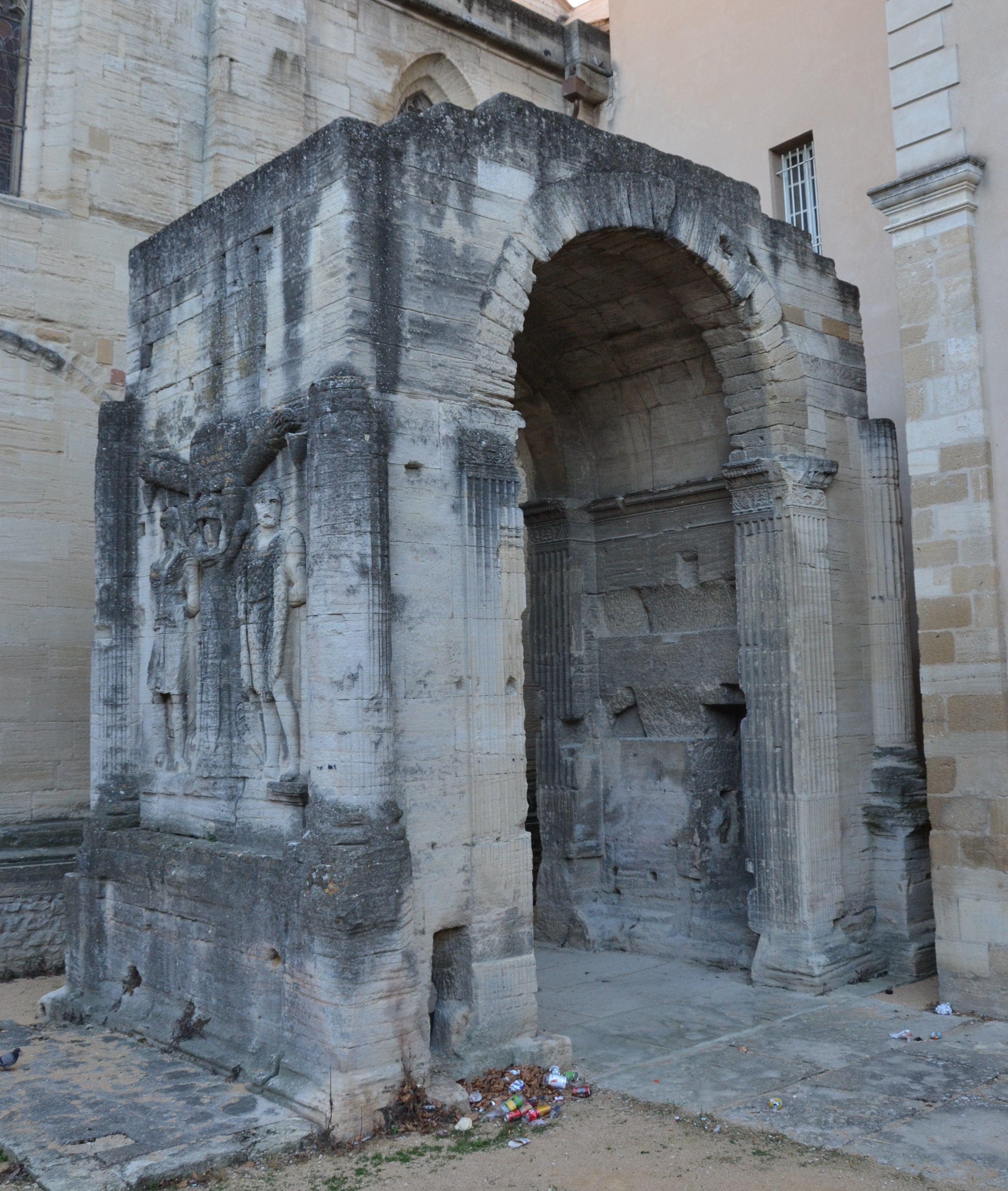
Arc.
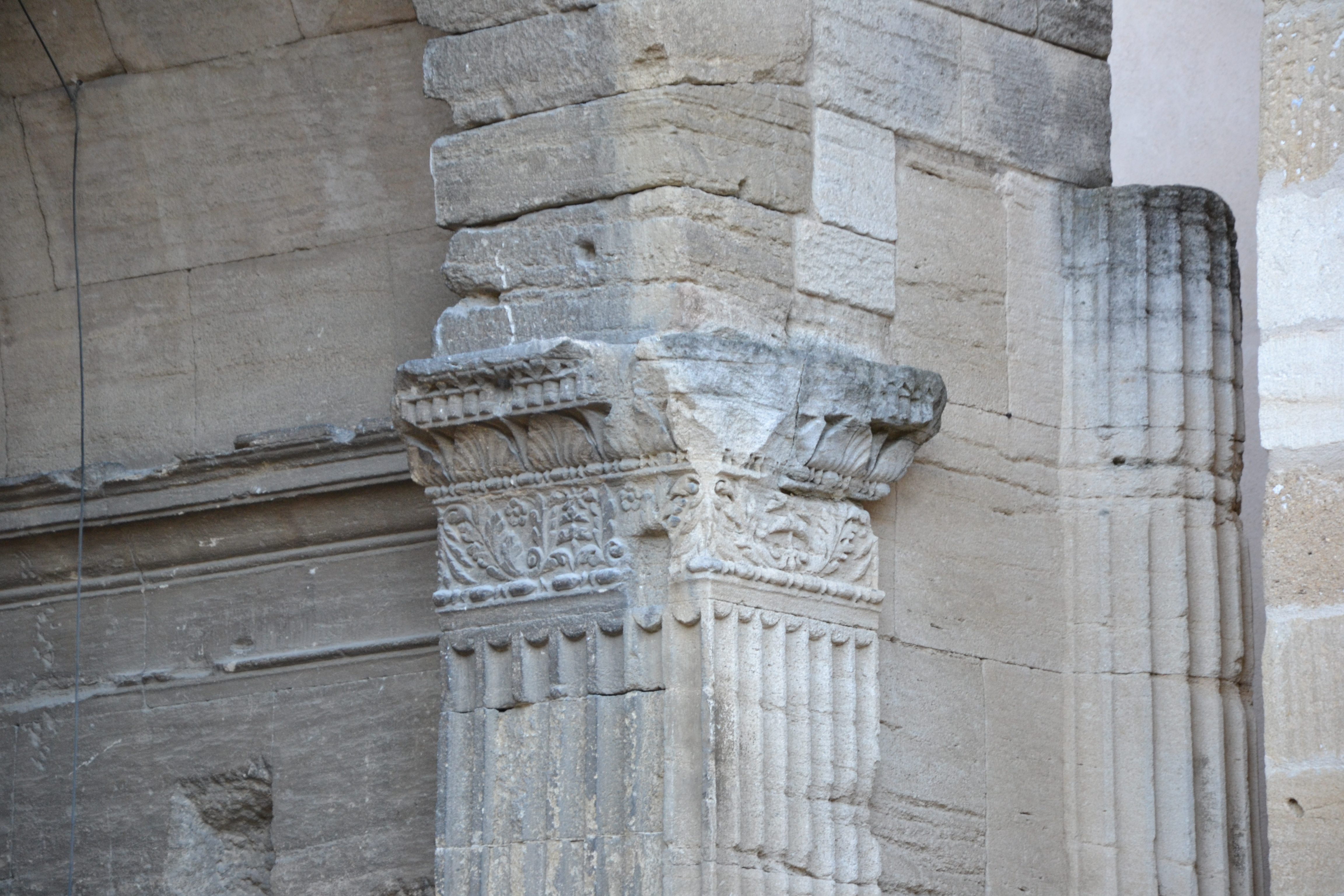
détail chapiteau de pilier

## Reliefs
Sur la face Ouest, les reliefs présentent un décor de trophée. Un tronc d'arbre est entouré de deux captifs enchaînés. Celui de gauche est imberbe et muni d'un bonnet phrygien et d'une ceinture qui maintient une tunique à manches longues surmontée d'un long manteau (costume iranien tel que représenté par les Romains). À ses pieds une hache à deux tranchants. L'autre captif est vêtu d'une peau de bête qui lui couvre le corps. Il peut s'agir d'un roi ou d'un tyran grec ou hellénisé. À ses pieds une sica en forme de tête d'oiseau,. Ces reliefs symbolisent la défaite d'Orientaux et de Nordiques.

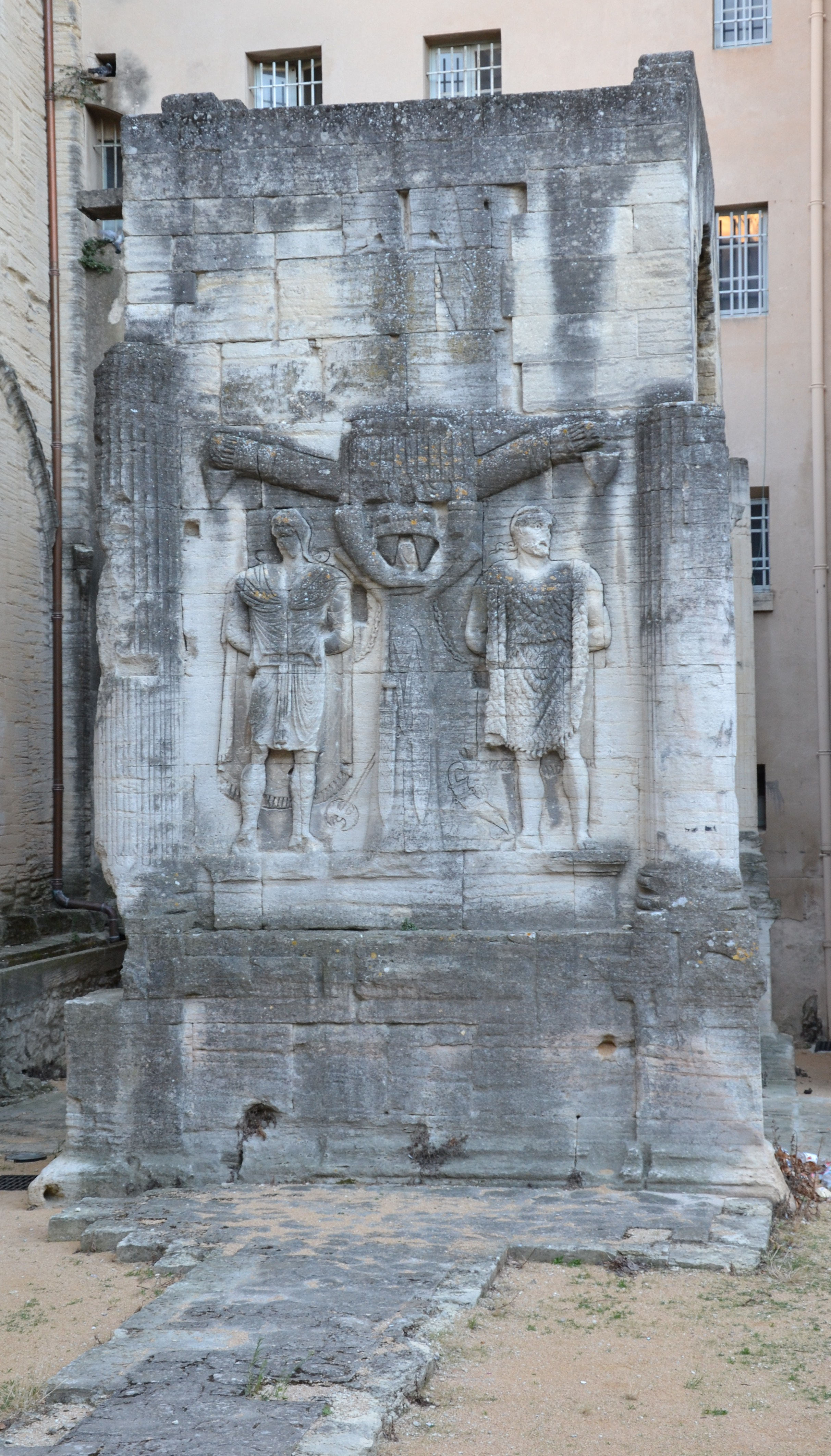
façade latérale ouest
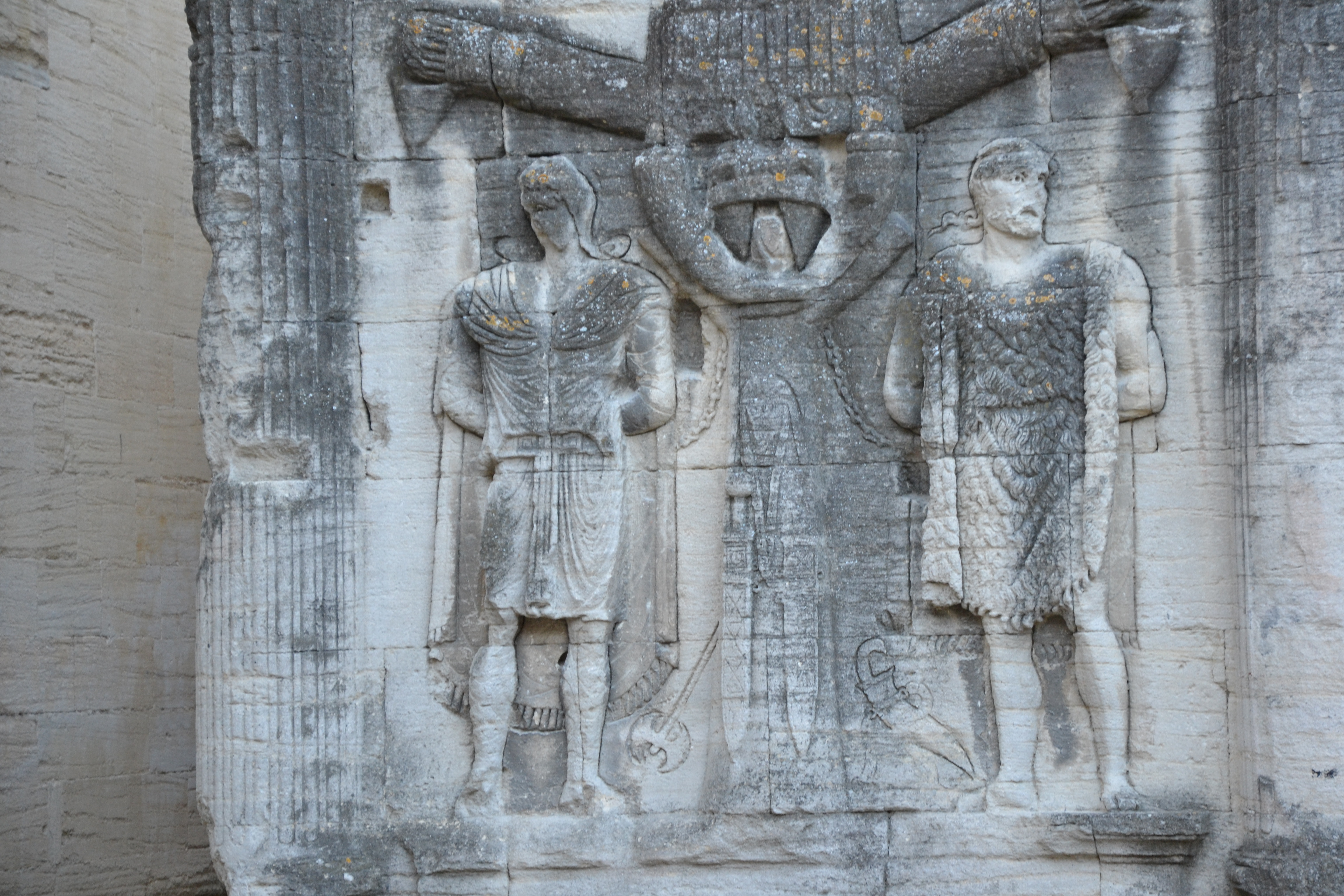
détail façade

La face latérale Est est à peine visible du fait de sa proximité avec son bâtiment voisin. Deux captifs y sont aussi représentés. Sur le corps du captif de gauche, évocation de la cuirasse d'Auguste de Prima Porta. Le prisonnier porte un casque de gladiateur de Pompei. Celui de droite, est flanqué d'une chlamyde et d'un diadème,.